# Juin 1901

## Événements
- 11 juin, Bolivie : traité d’Aramayo, approuvé par le Congrès bolivien le 21 décembre[1]. La Bolivie remet l'Acre entre les mains d'un groupe américain : Bolivian Syndicate.

- 12 juin, Etats-Unis/Cuba : Cuba devient un protectorat américain. Les États-Unis ont le droit d'intervenir dans l'île et contrôlent l'économie de l'île.
- 14 juin, France: une explosion à la manufacture de munitions d'Issy-les-Moulineaux fait 17 morts et de nombreux blessés.
- 16 juin, Bulgarie: manifestations monstres à Sofia pour réclamer l'indépendance de la Bulgarie vis-à-vis de la Turquie.

- 21 - 23 juin, politique, France : congrès fondateur du parti radical français, le Parti républicain, radical et radical-socialiste, premier parti politique créé en France.

- 24 juin, France : début de la première exposition d'œuvres de Pablo Picasso. L'évènement a lieu à Paris, chez Ambroise Vollard.
- 27 - 29 juin, automobile: course automobile Paris-Berlin organisée par l'Automobile Club de France. Victoire du Français Henri Fournier.

- 30 juin, politique, France : création de l’Union socialiste-révolutionnaire (parti ouvrier français de Jules Guesde, parti socialiste-révolutionnaire d’Édouard Vaillant, Alliance communiste) pour combattre le ministérialisme prôné par les socialistes réformistes.

## Naissances
- 1er juin : Raymond Souplex, acteur français († 22 novembre 1972).
- 6 juin : Sukarno, homme d'État indonésien († 21 juin 1970).
- 9 juin : John Skeaping, peintre et sculpteur anglais († 5 mars 1980).
- 18 juin : Anastasia Nikolaïevna, Grande Duchesse de Russie, quatrième fille du Tsar Nicolas II de Russie († 17 juillet 1918).
- 19 juin : Olympe Amaury, supercentenaire française († 12 mai 2015).
- 23 juin : Marcel-Henri Jaspar, avocat et homme politique belge († 14 mai 1982).
- 24 juin : Marcel Mule, saxophoniste français († 18 décembre 2001).

## Décès
- 13 juin : Arthur Sturgis Hardy, premier ministre de l'Ontario.